# Al Doilea Război Balcanic
Cel de-al doilea război balcanic (în bulgară Междусъюзническа_война - Războiul între aliați) a avut loc în 1913 între Bulgaria pe de o parte și în principal Grecia și Serbia pe cealaltă. Temându-se de apariția unei Bulgarii mari și puternice la frontierele ei sudice și la posibilele revendicări teritoriale față de Dobrogea de Nord obținută în 1878, România a intervenit și ea militar împotriva Bulgariei. Totodată Imperiul Otoman s-a folosit de prilej pentru a redobândi unele teritorii pierdute. Când trupele românești au invadat nordul Bulgariei și se apropiau de capitala Sofia, Bulgaria a cerut armistițiu. Prin Tratatul de la București, Bulgaria a fost forțată să renunțe la o bună parte din teritoriile obținute după Primul Război Balcanic către Serbia, Grecia și Imperiul Otoman și să facă concesii României în nord în schimbul păstrării restului teritoriului obținut anterior. Rezultatul a făcut din aliatul Rusiei, Serbia, o putere regională importantă, alarmând astfel Austro-Ungaria și fiind astfel o cauză importantă de izbucnire a Primului Război Mondial.

## Războaiele balcanice
În timpul războaielor balcanice, Liga balcanică (Serbia, Muntenegru, Grecia, și Bulgaria) au cucerit inițial teritoriile otomane Macedonia și cea mai mare parte a Traciei, însă apoi au avut divergențe cu privire la împărțirea teritoriilor cucerite.
Primul război balcanic a luat sfârșit odată cu Tratatul de la Londra, semnat la 30 mai, 1913. Liga Balcanică a eliminat Imperiul Otoman din Europa cu excepția peninsulelor Chatalja și Gallipoli.
Totuși, învingătorii nu s-au înțeles asupra împărțirii teritoriilor pierdute de turcii otomani. Bulgaria credea că câștigurile teritoriale, în special în Macedonia erau insuficiente. Grecia și Serbia au răspuns prin încheierea unui pact militar, destinat evident împotriva expansiunii bulgare. Un alt conflict era cel dintre Bulgaria și România pentru fortăreața Silistra de pe Dunăre, cerută de români ca preț al neutralității lor în Primul Război Balcanic.
Arbitrajul Rusiei progresa foarte încet. Rușii nu doreau să-și piardă niciunul din cei doi aliați din Balcani (Serbia și Bulgaria). În timpul negocierilor au avut loc anumite confruntări militare de mică intensitate în Macedonia, în special între trupele bulgare și cele sârbe. La 16 iunie, regele Ferdinand al Bulgariei a ordonat trupelor sale să atace pozițiile sârbe și grecești, declarând în același timp război.
Pentru Bulgaria, războiul oferea ocazia de a ocupa întreaga Macedonie și de a domina Balcanii, în timp ce pentru Serbia și Grecia războiul însemna șansa de a împărți între ele Macedonia și de a împiedica hegemonia Bulgariei.

## Începutul celui de-al doilea război balcanic
Principalul atac bulgar era îndreptat împotriva sârbilor cu armatele I, a III-a, a IV-a și a V-a, în timp ce armata a II-a era însărcinată cu atacarea pozițiilor grecești de la Gevgeli și Salonic. Bulgarii au fost copleșiți numeric pe frontul grecesc, și în curând luptele ușoare s-au transformat într-o ofensivă grecească pe întreaga linie a frontului la 19 iunie. Forțele bulgare s-au retras imediat de pe pozițiile lor de la nord de Salonic (cu excepția garnizoanei izolate din Salonic, care a fost copleșită) pe poziții defensive la Kilkis. Planul de a distruge armata sârbă în Macedonia centrală printr-un atac concentrat a eșuat, iar bulgarii au fost opriți.

## Bătălia de la Kilkis
Armata a II-a bulgară din Macedonia centrală, comandată de generalul Ivanov ocupa o linie de la Lacul Doiran la sud-est către lacurile Langaza (astăzi Lacul Koronia) și Beșik (astăzi Lacul Volvi), apoi pe la portul Kavala la Marea Egee. Armata era pe poziții încă din mai (luptase la asediul Adrianopolului în primul război balcanic), însă trupele erau supraextinse și probabil nu numărau mai mult de 40 000 de oameni în două divizii slăbite. Grecii au afirmat că li s-au opus cel puțin 80 000 de oameni.
Armata greacă, comandată de regele Constantin avea nouă divizii și o divizie de cavalerie (120 000 de oameni), într-un raport de doi la unu sau trei la unu față de trupele bulgare.
La Kilkis bulgarii construiseră defensive puternice, care includeau tunurile capturate de la otomani și care dominau câmpia de mai jos. La 3 iulie, diviziile a II-a, a IV-a și a V-a grecești au atacat peste câmpie în șarje, sprijinite de artilerie. Au suferit pierderi grele dar până în ziua următoare ocupaseră tranșeele. Între timp, în stânga bulgarilor divizia a VII-a grecească a ocupat Nigrita iar diviziile I și a VI-a Lahana. Pe flancul drept al bulgarilor Evzoni a cucerit Gevgeli și înălțimile Matsikovo. În consecință, calea de retragere a bulgarilor prin Doiran era amenințată, iar armata lui Ivanov a început o retragere disperată care în unele momente amenința să devină o fugă dezorganizată. Întăririle, sub forma diviziei a XIV-a au sosit prea târziu, și s-au alăturat retragerii spre Strumnitza și granița bulgară. Grecii au cucerit Doiranul la 5 iulie, dar nu au reușit să taie retragerea bulgarilor prin pasul Struma. La 11 iulie, grecii împreună cu sârbii au avansat în amonte pe râul Struma până ce au ajuns în Defileul Kresna la 24 iulie. În acest punct, logistica greacă era întinsă la maxim, și înaintarea s-a oprit.
Bulgarii au pierdut 7 000 de oameni la Kilkis. Alți 6 000 au fost luați prizonieri cu 130 de tunuri. Grecii au suferit și ei pierderi grele, de 8 700 de oameni. A fost bătălia decisivă pe acest front, și cel mai mare succes grecesc din ambele războaie.

## Bregalnica, Kalimantsi și Defileul Kresna
Pe frontul din Macedonia centrală sârbii au împins forțele bulgare către est prin bătălia de la Bregalnica (30 iunie - 9 iulie). Între timp, în nord, bulgarii au început să avanseze către orașul sârbesc Pirot (în apropiere de granița sârbo-bulgară), obligând sârbii să trimită întăriri armatei a II-a care apăra Pirutul și Nišul. Acest lucru le-a permis bulgarilor să oprească ofensiva sârbă din Macedonia la Kalimantsi la 18 iulie.
După liniștirea situației pe frontul sârbesc, bulgarii au trimis armata I în ajutorul armatei a II-a care se opunea grecilor în pozițiile defensive excelente de la Defileul Kresna. Constantin a respins propunerea guvernului său pentru un armistițiu, căutând o victorie decisivă pe câmpul de luptă.
La 29 iulie, armata bulgară întărită a lansat atacuri pe ambele flancuri, împingându-i pe greci în aval pe văile râurilor Struma și Mesta. Constantin s-a confruntat cu o anihilare de tip Cannae, și a cerut sprijinul sârbilor. Din nefericire pentru el, aceștia nu îi puteau oferi ajutor după bătălia de la Kalimantsi, iar Constantin i-a cerut guvernului să obțină un armistițiu. Grecii pierduseră circa 10 000 de oameni în ultimele zece zile de lupte. Bulgarii doreau de asemenea pacea, și astfel Constantin a fost salvat de la distrugere.

## Sfârșitul războiului
În ciuda stabilizării frontului din Macedonia, dorința guvernului bulgar pentru pace venea ca urmare a evenimentelor departe de Macedonia. La 10 iulie, românii au invadat regiunea disputată Dobrogea și amenințau Sofia din nord. Pentru a înrăutăți situația, otomanii au profitat pentru a-și recupera fostele posesiuni din Tracia, inclusiv Adrianopol, pe care bulgarii l-au abandonat la 23 iulie, fără a trage un foc. Armata română a pierdut mai puțin de 100 de soldați în lupte, dar a suferit puternic de pe urma unei epidemii de holeră. De asemenea, armata otomană a avut de suferit mai mult de pe urma epidemiei de holeră.
Un armistițiu general a fost semnat la 18 iulie, iar schimbările teritoriale au fost reglementate în tratatele de la București și de la Constantinopol. Bulgaria a pierdut cea mai mare parte a teritoriilor câștigate în Primul Război Balcanic, inclusiv sudul Dobrogei, cea mai mare parte a Macedoniei, Tracia și coasta egeeană, cu excepția portului Dedeagach. Serbia a devenit puterea dominantă în Balcani, iar Grecia a obținut Salonic și împrejurimile, plus cea mai mare parte a coastei Traciei Occidentale. A fost doar o înțelegere temporară. Zece luni mai târziu, luptele au reînceput, odată cu Primul Război Mondial.

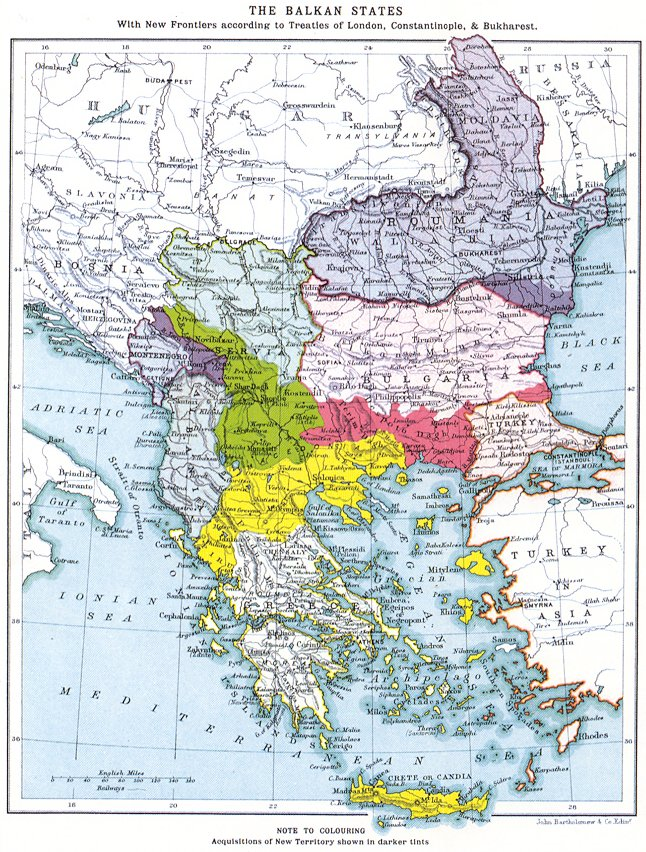
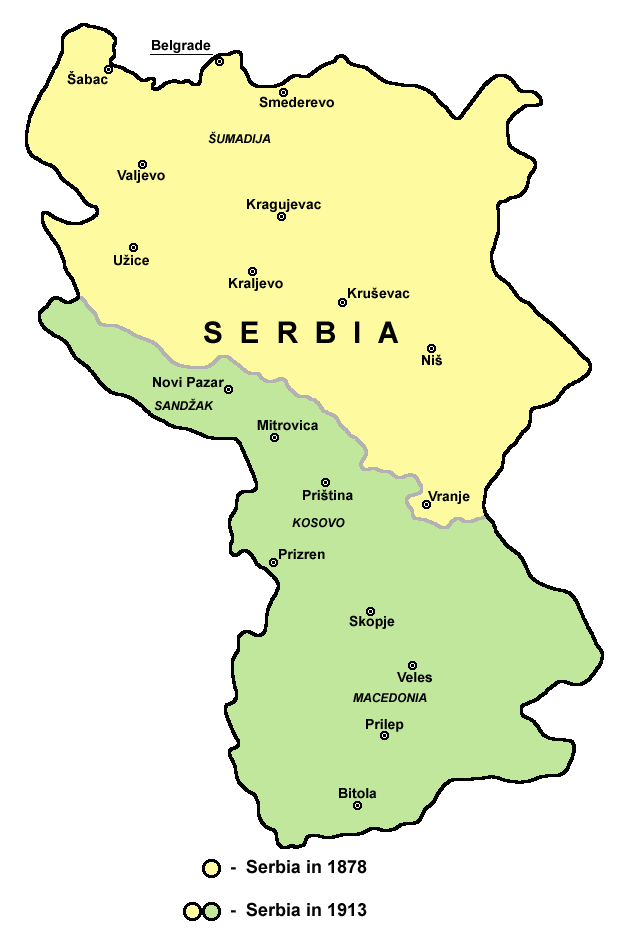
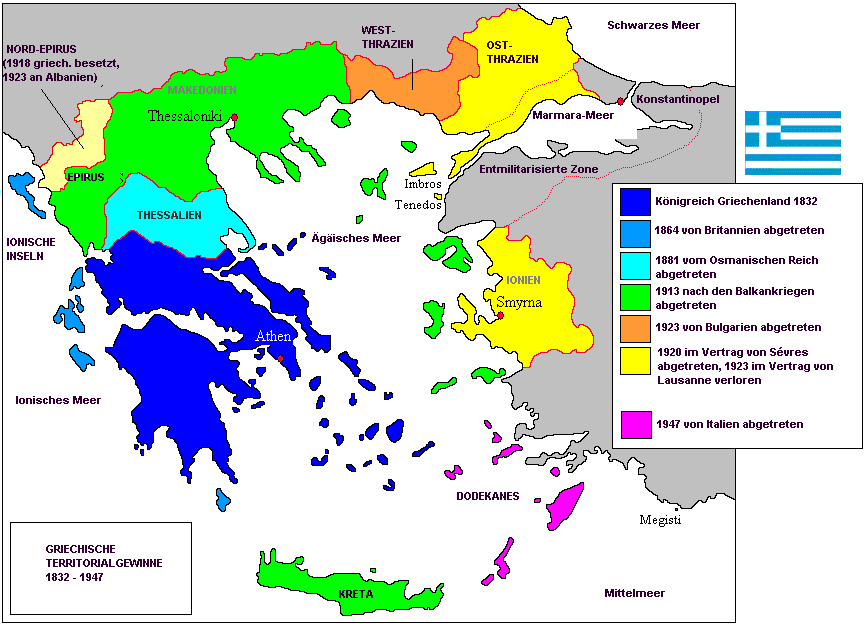